# 德米特里·米哈伊洛維奇
德米特里·米哈伊洛維奇（俄语：Дми́трий Миха́йлович Тверcко́й；1299年—1326年9月15日），綽號可怕的眼睛（俄语：Гро́зные О́чи），是1318年到1326年的特維爾大公，也曾是1322年到1326年的弗拉基米爾大公，其父為特維爾大公米哈伊爾，母親是卡申的安娜。
迪米特里繼續其父親與莫斯科公國尤里·丹尼洛維奇爭奪弗拉迪米爾大公頭銜的鬥爭，因為弗拉迪米爾大公是金帳汗國可汗在羅斯公國的稅吏，因此能在羅斯的其他諸侯獲得權威和真正的力量。
在尤里的陰謀下，金帳汗國授予封誥給莫斯科公國，同時迪米特里的父親在1318年被烏茲別克汗處決。雖然迪米特里在1322年獲冊封為弗拉迪米爾大公，但因涉嫌謀殺被月即別汗逮捕到汗國首都薩萊處決。他的遺體後被帶回特維爾，並埋葬在教堂。